# Konstantinos Mavropanos
Konstantinos 'Dinos' Mavropanos (Athene, 11 december 1997) is een Grieks voetballer die doorgaans als verdediger speelt. Hij verruilde VfB Stuttgart in augustus 2023 voor West Ham United. Mavropanos debuteerde in 2021 in het Grieks voetbalelftal.

## Clubcarrière

### PAS Giannina
Mavropanos speelde van 2008 tot en met 2016 in de jeugd van Apollon Smyrnis. Hij debuteerde op 29 november 2016 echter in het shirt van PAS Giannina in het betaald voetbal, tijdens een bekerwedstrijd tegen Agrotikos Asteras. Zijn debuut in de Super League volgde op 5 april 2017, tijdens een 3–0 nederlaag uit bij Veria. Mavropanos maakte op 19 augustus 2017 voor het eerst een doelpunt op het hoogste niveau. Hij zorgde die dag voor de 0–2 tijdens een met 1–2 gewonnen competitiewedstrijd uit bij Asteras Tripolis. Hij was in de eerste seizoenshelft van 2017/18 een vaste basisspeler bij PAS Giannina. 

### Arsenal
Hij verhuisde in januari 2018 vervolgens naar Arsenal. Mavropanos kon bij Arsenal zowel coach Arsène Wenger als dienst opvolger Unai Emery niet overtuigen. Na acht wedstrijden in twee jaar tijd verhuurde de Engelse club hem daarom in januari 2020 aan FC Nürnberg. Hiervoor kwam hij dat seizoen nog elf keer uit in de 2. Bundesliga. 

### VfB Stuttgart
Daarna vertrok Mavropanos in juli 2020 voor een jaar op huurbasis naar VfB Stuttgart. Hier groeide hij na een paar maanden uit tot basisspeler. Hij speelde dat jaar 21 wedstrijden in de Bundesliga, waarvan 19 vanaf de aftrap. Stuttgart was dermate blij met hem dat het hem ook in 2021/22 huurde van Arsenal. Hierin vocht hij 31 speelronden met zijn ploeggenoten tegen degradatie, wat lukte dankzij een beter doelsaldo dan nuumer zestien Hertha BSC. Mavropanos verruilde Arsenal in juli 2022 definitief voor Stuttgart, dat circa 3,5 miljoen euro voor hem betaalde. Zijn ploeggenoten en hij slaagden er ook in 2022/23 in om in de Bundesliga te blijven, maar konden deze keer niet voorkomen dat ze in de play-offs terechtkwamen. Daarin waren ze twee keer te sterk voor Hamburger SV, mede door een doelpunt van Mavropanos.

### West Ham United
Mavropanos tekende in augustus 2023 voor vijf jaar bij West Ham United. Daarmee keerde hij terug naar de Premier League bij de winnaar van de Conference League in het voorgaande seizoen. West Ham betaalde 20 miljoen euro voor hem aan Stuttgart.

## Clubstatistieken
| Seizoen | Club            | Competitie     | Competitie | Competitie | Beker | Beker | Internationaal | Internationaal | Totaal | Totaal |
| Seizoen | Club            | Competitie     | Wed.       | Dlp.       | Wed.  | Dlp.  | Wed.           | Dlp.           | Wed.   | Dlp.   |
| ------- | --------------- | -------------- | ---------- | ---------- | ----- | ----- | -------------- | -------------- | ------ | ------ |
| 2016/17 | PAS Giannina    | Super League   | 2          | 0          | 2     | 0     | —              | —              | 4      | 0      |
| 2017/18 | PAS Giannina    | Super League   | 14         | 3          | 2     | 0     | —              | —              | 16     | 3      |
| 2017/18 | Arsenal         | Premier League | 3          | 0          | 0     | 0     | —              | —              | 3      | 0      |
| 2018/19 | Arsenal         | Premier League | 4          | 0          | 0     | 0     | —              | —              | 4      | 0      |
| 2019/20 | Arsenal         | Premier League | 0          | 0          | 0     | 0     | 1              | 0              | 1      | 0      |
| 2019/20 | → FC Nürnberg   | 2. Bundesliga  | 12         | 0          | 0     | 0     | —              | —              | 12     | 0      |
| 2020/21 | → VfB Stuttgart | Bundesliga     | 21         | 0          | 1     | 0     | —              | —              | 22     | 0      |
| 2021/22 | → VfB Stuttgart | Bundesliga     | 31         | 4          | 2     | 1     | —              | —              | 33     | 5      |
| 2022/23 | VfB Stuttgart   | Bundesliga     | 30         | 3          | 4     | 0     | —              | —              | 34     | 3      |
| 2023/24 | West Ham United | Premier League | 19         | 1          | 5     | 0     | 9              | 0              | 33     | 1      |
| 2024/25 | West Ham United | Premier League | 0          | 0          | 0     | 0     | 0              | 0              | 0      | 0      |
| TOTAAL  | TOTAAL          | TOTAAL         | 136        | 11         | 16    | 1     | 10             | 0              | 162    | 12     |

Bijgewerkt op 14 augustus 2024.

## Interlandcarrière
Mavropanos werd in 2017 voor een eerst bij een nationale jeugdselectie gehaald, Griekenland –21. Hij debuteerde op 28 maart 2021 in het Grieks voetbalelftal. Bondscoach John van 't Schip gaf hem toen een basisplaats in een oefeninterland tegen Honduras. Hij bleef ook daarna jaren basisspeler in het Griekse team.
1 Fabiański ·
3 Cresswell ·
4 Soler ·
5 Coufal ·
7 Summerville ·
8 Ward-Prowse ·
9 Antonio ·
10 Paquetá ·
11 Füllkrug ·
14 Kudus ·
15 Mavropanos ·
17 Guilherme ·
18 Ings ·
19 Álvarez ·
20 Bowen  ·
21 Foderingham ·
23 Aréola ·
24 Rodríguez ·
25 Todibo ·
26 Kilman ·
28 Souček ·
29 Wan-Bissaka ·
33 Palmieri ·
34 Ferguson ·
39 Irving ·
57 Scarles ·
Coach: Potter
· Assistent-coach: Saltor